# La Plaça de Sant Jaume (la Molsosa)
La Plaça de Sant Jaume és una collada situada a 824,8 metres d'altitud a cavall dels termes municipals de la Molsosa, a la comarca del Solsonès, i de Sant Mateu de Bages, a la del Bages.
Està situat a l'extrem de llevant del terme, al sud de la collada coneguda com el Collet Alt. És al nord de Sant Jaume Salerm i a llevant de Cal Pere Mas (la Molsosa. És al nord del Serrat de Sant Jaume.